# المغاربة في ساحل العاج
المغربيون في ساحل العاج هم المغربيون الذين يقيمون في ساحل العاج إما للعمل أو الدراسة، وقد إزداد عدد المغاربة المقيمون في ساحل العاج، بفضل الزيارات المتتالية للملك محمد السادس، والعلاقات السياسية المتميزة بين المغرب وساحب العاج. كما أن إستثمار العديد من المؤسسات والشركات المغربية في ساحل العاج وفتح فروع لها ساهم أيضاً في زيادة عدد المغاربة في ساحل العاج.
ويبلغ حالياً عدد المغاربة في ساحل العاج حوالي 6000 مغربي ومغربية (حسب إحصائيات سنة 2021).